# Vitoria (1865)
Vitoria var Spaniens tredje panserskib, og indgik i den spanske marines plan om at genskabe landet som maritim stormagt, efter at opfindelsen af panserskibet i 1859 i princippet havde gjort alle upansrede skibe forældede. Skibet blev bygget i England og var et stort moderne panserskib, konstrueret af jern. Skibet var opkaldt efter den nordspanske (baskiske) by Vitoria, hvor en kombineret britisk-spansk-portugisisk hær vandt en afgørende sejr over Frankrig i juni 1813, og dermed tvang franskmændene ud af den iberiske halvø under sidste del af Napoleonskrigene.

## Tjeneste
Vitoria fik i 1870 æren af at sejle til Italien for at hente den nyvalgte konge Amadeus 1. af Spanien i Italien. Da den kommende dronning bar navnet Victoria, blev skibet omdøbt til ære for hende, og kan derfor også ses omtalt under dette navn. Da Amadeus og Victoria forlod Spanien igen i 1873, fik skibet sit gamle navn tilbage.
Vitoria blev blandet ind i borgerkrigen i 1873, da separatistiske oprørere erobrede flådebasen i Cartagena og dermed de fleste spanske panserskibe. Oprørerne havde hårdt brug for penge og forsyninger, og det betød, at de sendte skibene til nærliggende havnebyer for at opkræve beskyttelsespenge eller i modsat fald beskyde byerne. Det fik den spanske regering til at erklære skibene for piratskibe, og anmode om hjælp fra andre lande til at opbringe skibe, der førte separatisternes røde flag. Vitoria blev af oprørene sendt til Almeria for at presse penge ud af byen, men undervejs blev skibet eobret af det britiske panserskib HMS Swiftsure og det tyske Friedrich Carl, og blev leveret tilbage til den spanske regering, og på den måde kom der mere balance i styrkeforholdet.
Den 11. oktober 1873 sejlede Vitoria som det eneste panserskib i en spansk eskadre mod Cartagena. Oprørerne stod også til søs, med panserskibene Numancia, Tetuán og Mendez Nunez. De to eskadrer førte under slaget begge det spanske flag, og Lybeck bemærker, at det må høre til sjældenhederne, at man oplever skibe under samme flag bekæmpe hinanden med så stor iver. Vitoria klarede sig bedst i artilleriduellerne, og ét efter ét søgte oprørernes panserskibe tilbage til Cartagena. På landjorden havde de styrker, der støttede den kommende kong Alfons 12. fået overtaget, og da de var tæt på at erobre Cartagena i januar 1874, sejlede oprørslederen Contreras med Numancia til den franske koloni Algier. Der fik han lov at blive, mens skibet blev leveret tilbage til den spanske regering.
I 1896 blev Vitoria sammen med den jævnaldrende Numancia sendt til ombygning i Toulon, hvor skibet fik moderne hurtigtskydende kanoner og nyt maskineri. Det fungerede herefter som kystpanserskib uden rigning. Under den spansk-amerikanske krig i 1898 var det en del af den spanske skoledivision. Fra 1907 var skibet i reserve og i 1911 blev det solgt og ophugget.